# 卤代酮

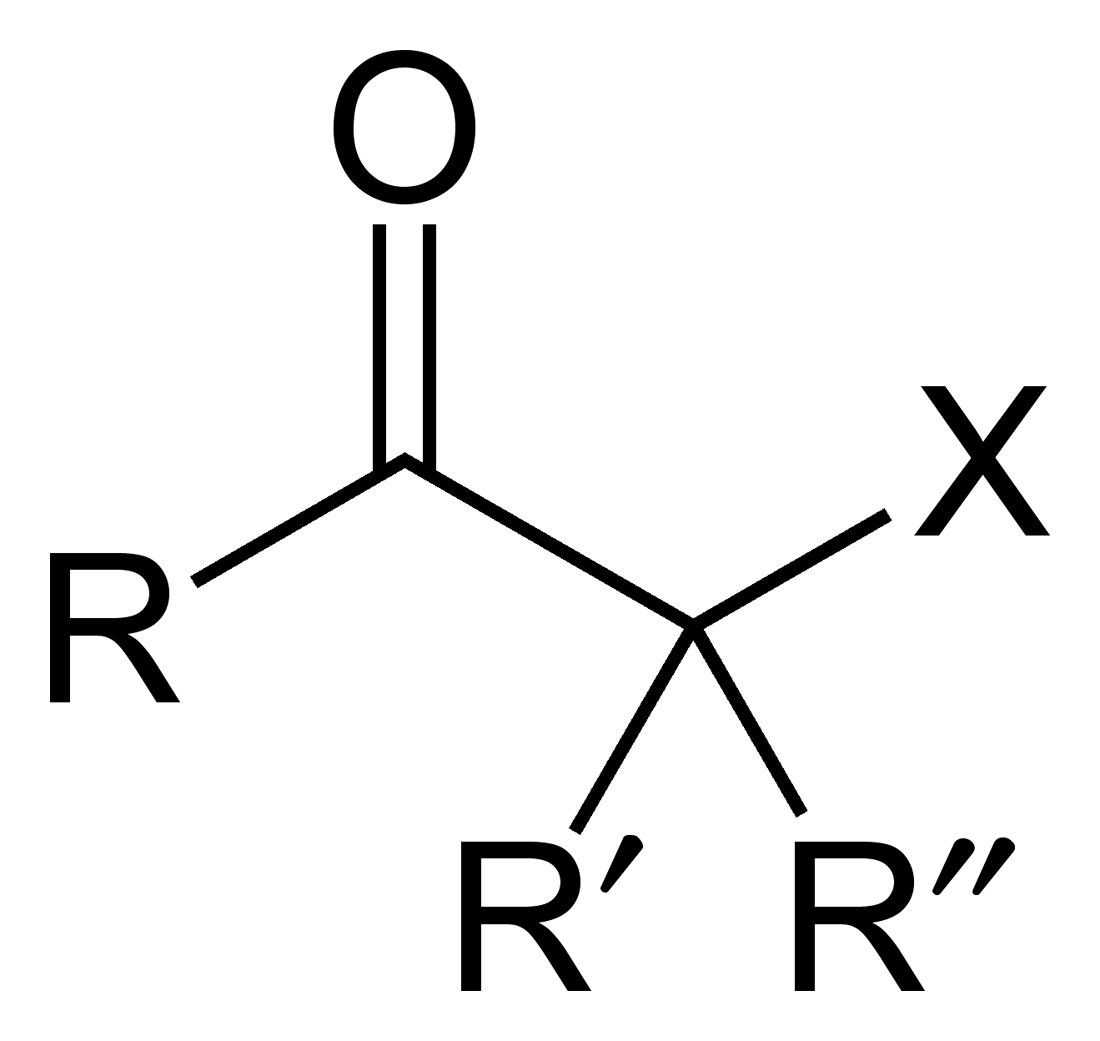
α-卤代酮的分子骨架

α-卤代酮在有机化学中是指：具有酮基的化合物（或更具广泛意义上指具有羰基基的化合物），在羰基α位有卤素取代的一类化合物。卤代酮的结构通式为RR'C(X)C(=O)R，其中R是烷基或者芳基，X为卤素。卤代酮的优势构象为：卤素和羰基在同一平面上呈现顺式（Cisoid）的结构，这是因为比起羰基上的烷基来说，卤素的空间位阻更小。

## 卤代酮合成
- 卤代酮和卤代羰基化合物通常都是通过羰基化合物和卤代试剂反应制备的：
  - 通过卤素：溴素和氯气反应得到单卤素取代产物；和氟单质反应则得到多氟取代产物。
  - 四丁基胺三溴盐（Tetrabutylammonium tribromide）
  - N-溴代丁二酰亚胺
- 在Hell-Volhard-Zelinsky卤代反应中，羧酸和溴在三溴化磷存在下反应。
- 在Nierenstein反应中，酰氯和重氮甲烷进行反应。

## 不对称合成
化学家发现通过有机催化（Organocatalysis）可以让卤代羰基化合物进行不对称合成。在一项研究当中，酰氯在强碱（氢化钠），溴的供体和基于脯氨酸和奎宁的有机催化条件下转化为α-卤代酯。: 
在反应机理中，碱首先将酸转化为烯酮，有机催化剂而后通过奎宁的叔胺引入手性，并形成烯酮加合物。

## 卤代酮的反应
卤代酮可以参与许多反应类型。当发生亲核取代反应时，碱可以和两个亲核位点发生反应，这是由于分子内存在两个吸电子基团。碳卤键的存在通过诱导效应增加了分子极性，使得碳原子更具正电性。
- 丙酮做为溶剂，和氯化盐发生的脂肪族亲核取代反应中，生成1－氯－2－丙酮的速率比卤素进行自由基取代生成氯代正丙烷的反应速率要快36000倍。
- 在法沃尔斯基重排反应中，碱脱除第一个酸性α－质子并形成碳负离子，继而取代卤素。
- 利用富勒烯作为底物的上述类似反应称为Bingel反应。
- 在交叉羟醛反应中，卤代酮和醛开始得到卤代醇（Halohydrin），而后在碱的存在下继续形成环氧化合物。
- 卤代酮对于杂环化学非常重要。如卤代酮在Hantzsch吡咯合成和Hantzsch噻唑合成中的应用。
- 在Perkow反应中，卤代酮和磷酸酯进行反应。
- 卤素可以通过卤代酮还原去卤反应（Reductive dehalogenation of halo ketones）进行脱除。
- 历史上，使用锌粉处理卤代酮进行雷福尔马茨基反应是第一个可靠形成稳定烯醇的方法。而现在取而代之并更广泛应用的碱是二异丙基氨基锂。